# Gottlieb Taschler
Gottlieb Taschler   (Rasen-Antholz, 21 d'agost de 1961) és un biatleta italià, ja retirat, que va competir durant les dècades de 1980 i 1990.
Durant la seva carrera esportiva va prendre part en tres edicions dels Jocs Olímpics d'Hivern, el 1984, 1988 i 1992, sempre disputant proves del programa de biatló. Dels resultats obtinguts destaquen la cinquena posició aconseguida als Jocs de Sarajevo de 1984 en la prova del relleu 4x7,5 quilòmetres, i sobretot, la medalla de bronze en la mateixa prova als Jocs de Calgary de 1988, formant equip amb Werner Kiem, Johann Passler i Andreas Zingerle.
En el seu palmarès també destaca una medalla d'or i una de bronze en els set Campionats del món de biatló que disputà. El 2014, sent membre de la Unió internacional de biatló, es va veure involucrat en una cas de dopatge en què també hi havia implacat son fill Daniel.